# Нижньотагірово
Нижньотагі́рово (рос. Нижнетагирово, башк. Түбәнге Таһир) — присілок у складі Баймацького району Башкортостану, Росія. Входить до складу Тем'ясовської сільської ради.
До 29 грудня 2006 року присілок входив до складу Біляловської сільради.
Населення — 498 осіб (2010; 552 в 2002).
Національний склад:
- башкири — 99%